# LAPAN-A2
LAPAN-A2 (auch LAPAN-ORARI, Indonesia-OSCAR 86 oder IO-86) ist ein  Mikrosatellit der indonesischen Luft- und Raumfahrt-Behörde LAPAN.

## Funktion
Die Aufgaben von LAPAN-A2 sind Erdbeobachtung mittels zweier Kameras mit rund 5 Metern Auflösung, Schiffsverkehrsüberwachung mittels Weiterleitung von AIS-Signalen und der Technologieerprobung eines Reaktionsrades. Weiterhin dient der Satellit der indonesischen Amateurfunkvereinigung ORARI.

## Mission
Er wurde am 28. September 2015 mit einer PSLV-Trägerrakete im Satish Dhawan Space Centre in Indien gestartet. Nach erfolgreichem Start wurde ihm die OSCAR-Nummer 86 zugewiesen.
Durch die geringe Bahnneigung von nur 6° kann der Satelliten nicht weiter als bis 32° nördlicher oder südlicher Breite empfangen werden.

## Frequenzen
Von der IARU wurden folgende Frequenzen  koordiniert:
- Uplink (MHz): 435,880 (FM mit Subton CTCSS 88,5 Hz)
- Downlink (MHz): 145,880 (FM 5 Watt)
- APRS Digipeater (MHz): 145,825 (5 Watt, 1k2, AFSK)
- Bake (MHz): 437,425
- Rufzeichen: YBSAT/YBOX-1

Weiterhin werden Frequenzen im S-Band (analog und digital 6 Mbps) verwendet.